# ヒルサイド車両基地
ヒルサイド車両基地（英: Hillside Facility）またはヒルサイド・サポート・ファシリティ (Hillside Support Facility) 、ヒルサイド・メンテナンス・コンプレックス (Hillside Maintenance Complex) とは、ニューヨーククイーンズ区ホリスにあるロングアイランド鉄道 (LIRR) の整備施設である。ヒルサイド車両基地は1984年から1991年の間にホルバン・ヤード (Holban Yard、下記を参照) の敷地の一部に建設された。この施設は旧ヒルサイド駅の東側30エーカー (120,000 m2)にわたって広がっており、一度に60台の車両を維持できる。
この施設はジャマイカ駅の東でLIRRの本線沿いにある最初の停車場である駅を含む。ジャマイカ駅の西にあるモリスパーク車両基地のようにヒルサイド車両基地もLIRRの従業員専用駅である。

## ホルバン車両基地
ホルバン車両基地（英: Holban Yard）は、ニューヨーククイーンズ区ホリスのロッカウェイ・ジャンクションにあるLIRRの操車場である。これは1906年に建設され、名前は建設当時にシダーハースト・カットオフ沿いにヤードと接していた、ホリスおよびセント・オールバンズという2つのコミュニティにちなんでいる。

## 外部リンク

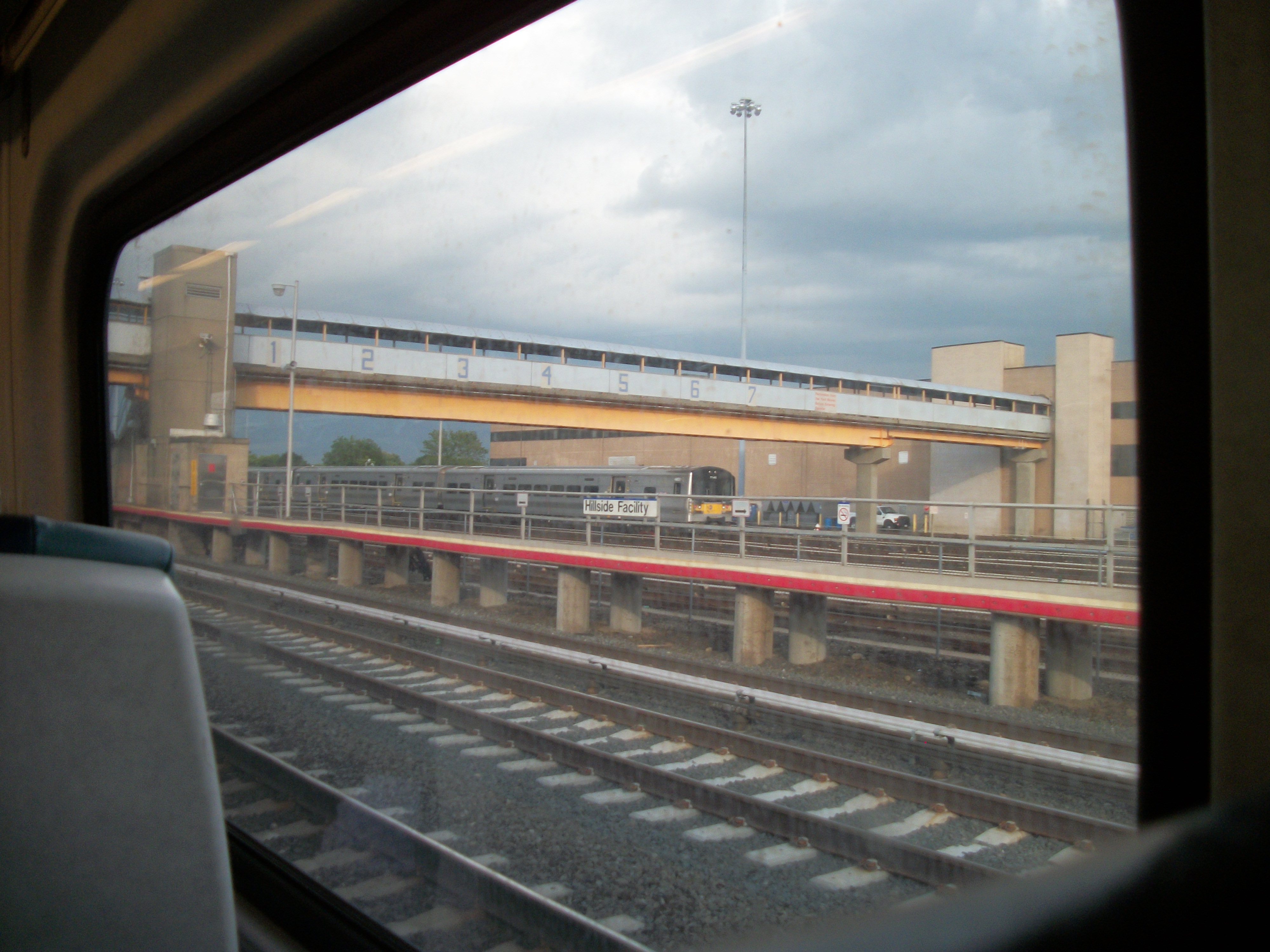
アトランティック・ターミナル駅行きの列車から見たヒルサイド車両基地